# Bruno Schüler
Bruno Schüler (* 4. Mai 1901 in Haspe; † 9. Juli 1956 in Köln) war ein deutscher Manager, Verwaltungsbeamter und Politiker (NSDAP).

## Leben
Bruno Schüler bestand 1918 das Abitur an der Oberrealschule in Haspe und nahm dann als Freiwilliger am Ersten Weltkrieg teil. Nach dem Kriegsende schloss er sich dem Grenzschutz Ost an und wurde Mitglied des Freikorps Maercker. Er absolvierte ab 1920 eine Banklehre, arbeitete zunächst als Angestellter bei einer Bank und wechselte 1924 schließlich ins Brauwesen. 1933 wurde er Direktor des Vorstandes der Dortmunder Union-Brauerei.
Schüler trat 1923 in die NSDAP ein, wurde Mitglied der SA an und bekleidete dort ab 1939 den Rang eines Standartenführers. Darüber hinaus fungierte er als Gauinspekteur der Leitung des NSDAP-Gaues Westfalen-Süd. Vom 23. März bis zum 7. August 1933 amtierte er als Staatskommissar für die Stadt Dortmund, seit Juli 1933 als Zweiter Bürgermeister und von Dezember 1933 bis August 1934 als kommissarischer Oberbürgermeister der Stadt Dortmund. Nachdem Willi Banike die Amtsgeschäfte übernommen hatte, fungierte er bis September 1938 als unbesoldeter Stadtrat für das Dortmunder Kulturdezernat. Außerdem war er von 1935 bis 1938 Mitglied des Westfälischen Provinzialrates. 
Als Staatskommissar setzte Schüler 1933 den Studienrat am Bismarck-Realgymnasium und Kreisabteilungsleiter der NSDAP Hans Wölbing als „Beauftragten für Säuberung und Reinigung der Dortmunder Bibliotheken“ ein. Wölbing bereitete in dieser Funktion zusammen mit Lehrern im Nationalsozialistischen Lehrerbund (NSLB) 1933 die Bücherverbrennung am 30. Mai 1933 auf dem Hansaplatz in Dortmund vor und hält bei der Verbrennung eine Ansprache.
Schüler war von 1933 bis 1934 Präsident und von 1934 bis 1936 Vizepräsident der Industrie- und Handelskammer Dortmund. Im Oktober 1938 wurde er Vorsitzender des Vorstandes der Schöfferhof-Binding-Brauerei AG.
Nach dem Ende des Zweiten Weltkrieges wurde er inhaftiert.